# 葡萄牙武装部队
葡萄牙武装部队（葡萄牙語：Forças Armadas Portuguesas）是葡萄牙的軍隊，包含葡萄牙陆军、葡萄牙海军、葡萄牙空军。葡萄牙总统是最高統帥，但实际上軍隊是通过国防部长向葡萄牙政府负责。
葡萄牙軍力上是小型武裝部隊，陸海空總計4萬人，基本上沒有自製武器能力，空軍主力是30多架F-16輕型戰機，陸軍是30多輛豹2A6坦克和100輛M60A3坦克，另有幾百輛M113運兵車。海軍是90年代建造的5艘巡防艦為主，搭配巡邏艇級，較新的是2010年後購得兩艘德國214型潜艇。總體戰力規劃是抵擋敵軍第一波攻擊數天，等待其他盟國援軍，然而本質上葡萄牙並無潛在敵國。400多年前16世紀起，葡萄牙在大航海時代中扮演活躍角色，成為重要的海上強國。全盛時期的葡萄牙甚至和西班牙共同簽署了托爾德西里亞斯條約，意圖瓜分世界為兩半。其觸角遠達亞洲，生產的紅衣大炮還曾影響中國歷史，甚至努爾哈赤都死於砲戰之傷，葡萄牙也開創多項「第一」，包括最早探險至非洲最南端好望角的莫塞爾灣，開闢通往印度的新航線，麥哲倫的首次環航地球等，最後甚至佔領巴西，也讓葡萄牙文廣泛傳播，但1800年開始明顯衰弱長達一百多年，二戰後接受馬歇爾計劃並允許美國駐軍，成立國家安全警備處。直到1974年康乃馨革命的軍官團武裝政變後稍有改變，1999年澳門回歸後，葡萄牙退出亞洲的軍事政治舞台。

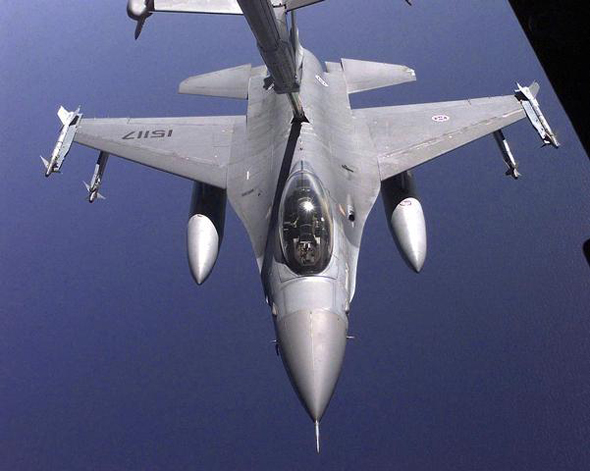
F-16A
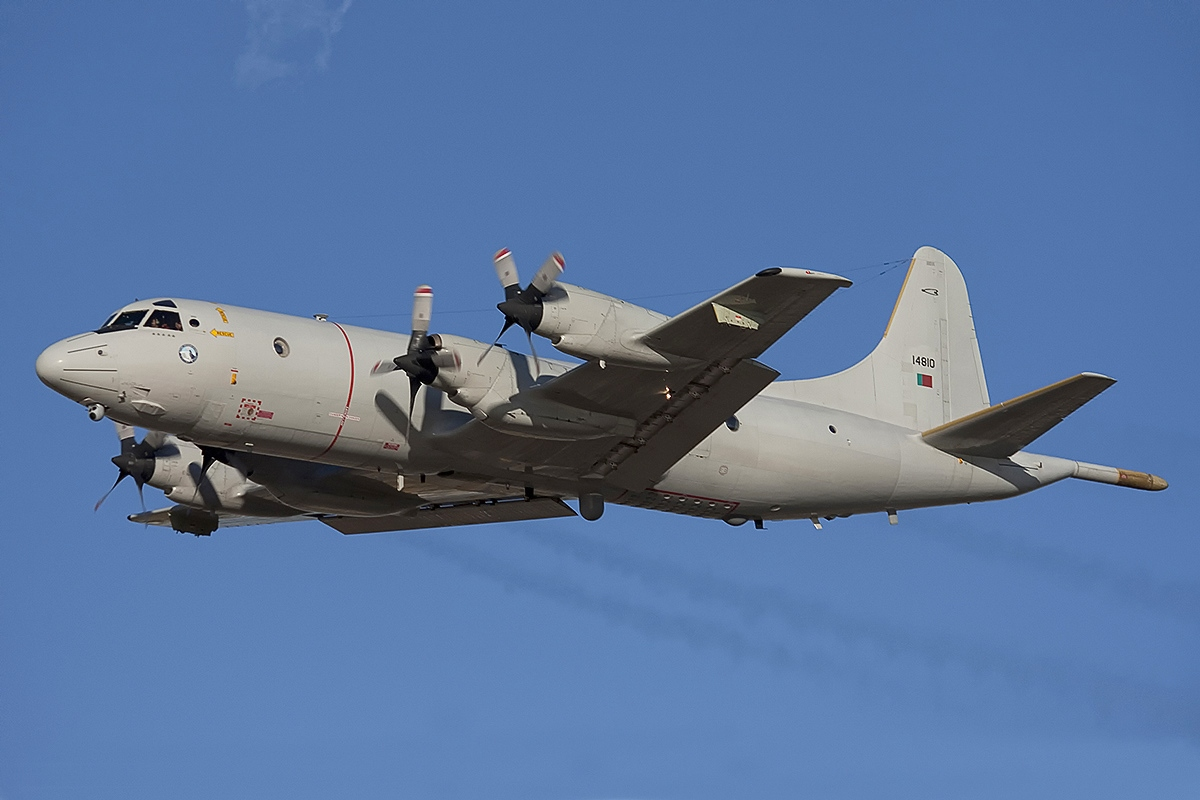
P-3C預警機
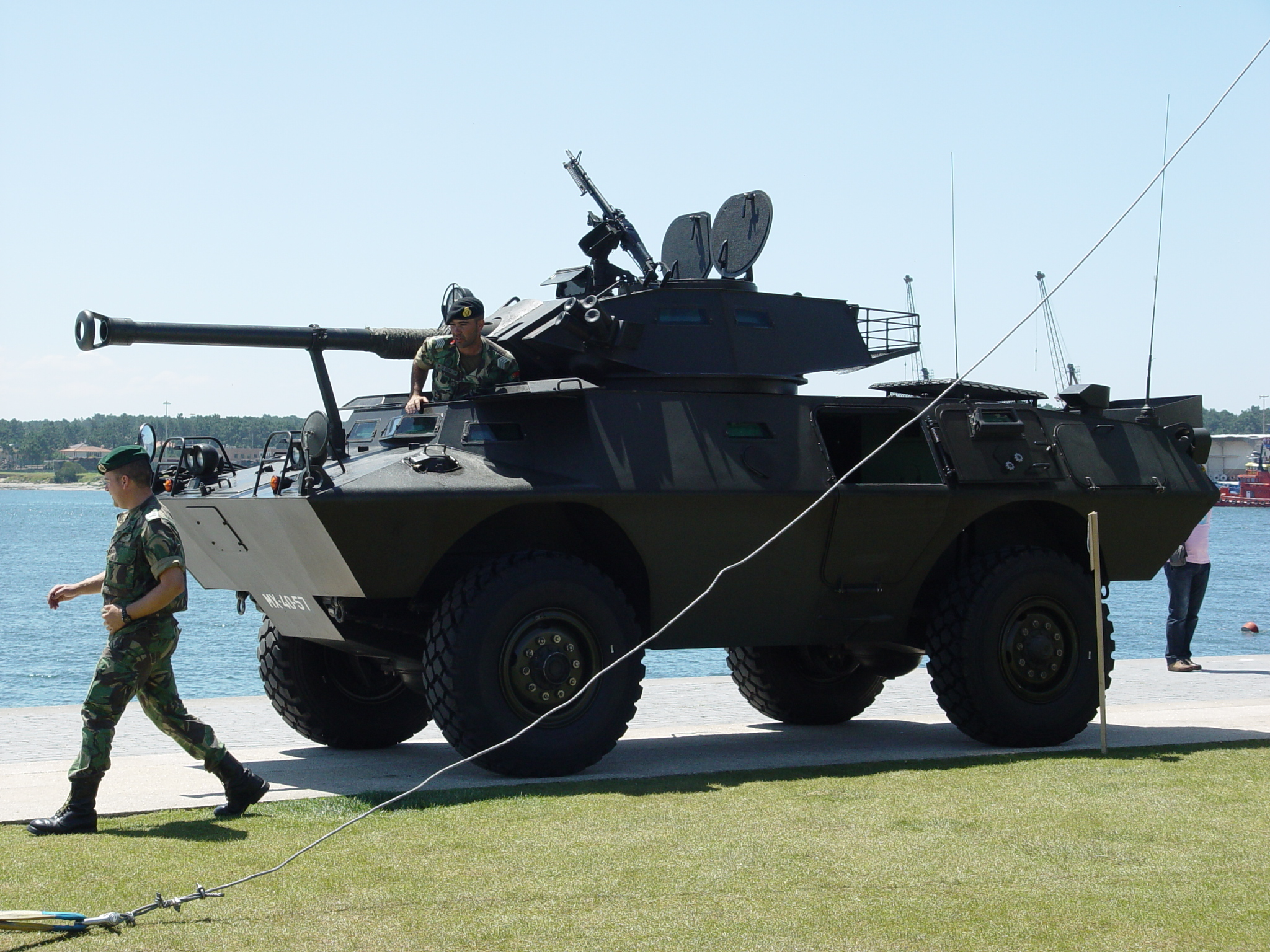
V-150甲車
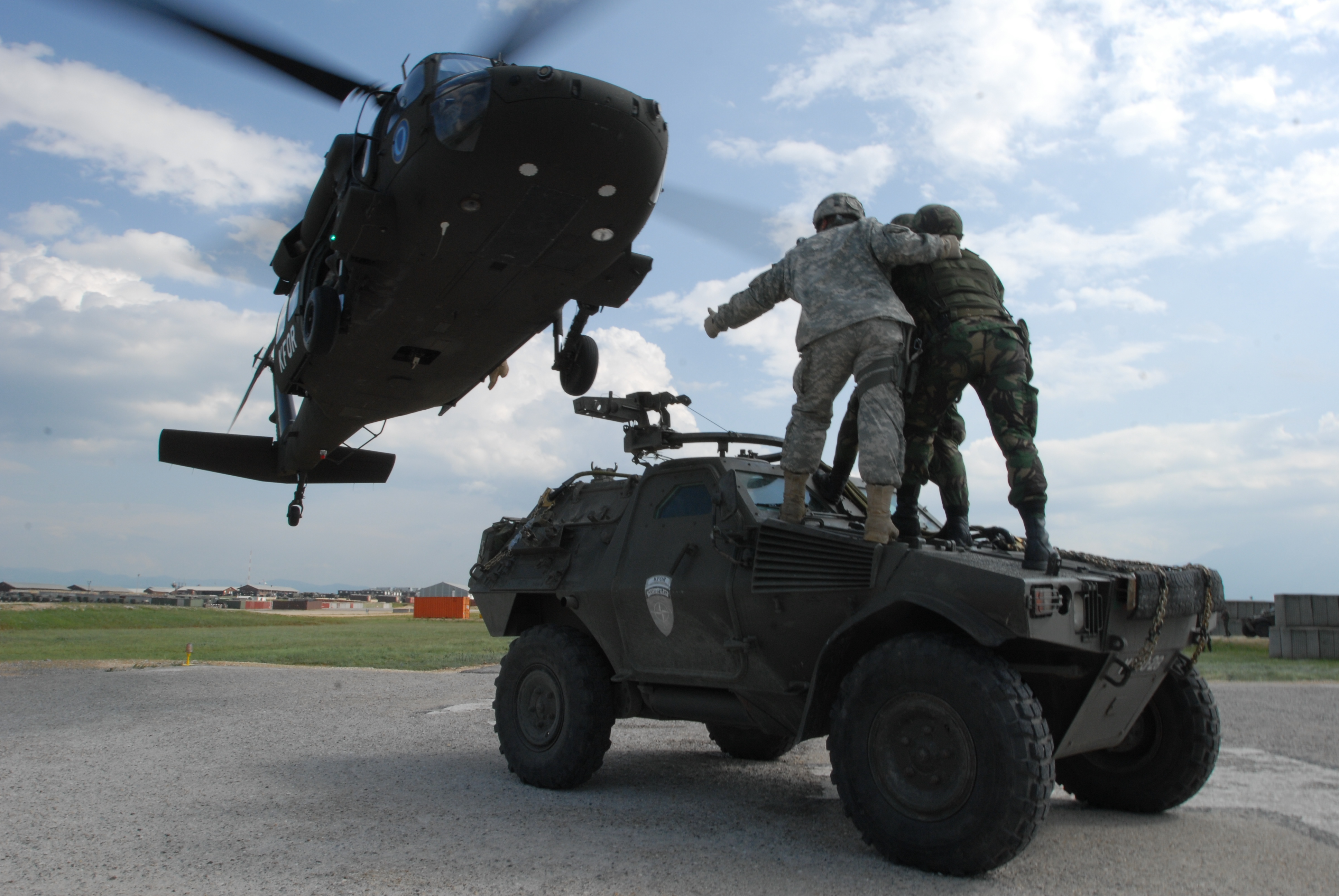
黑鷹直升機
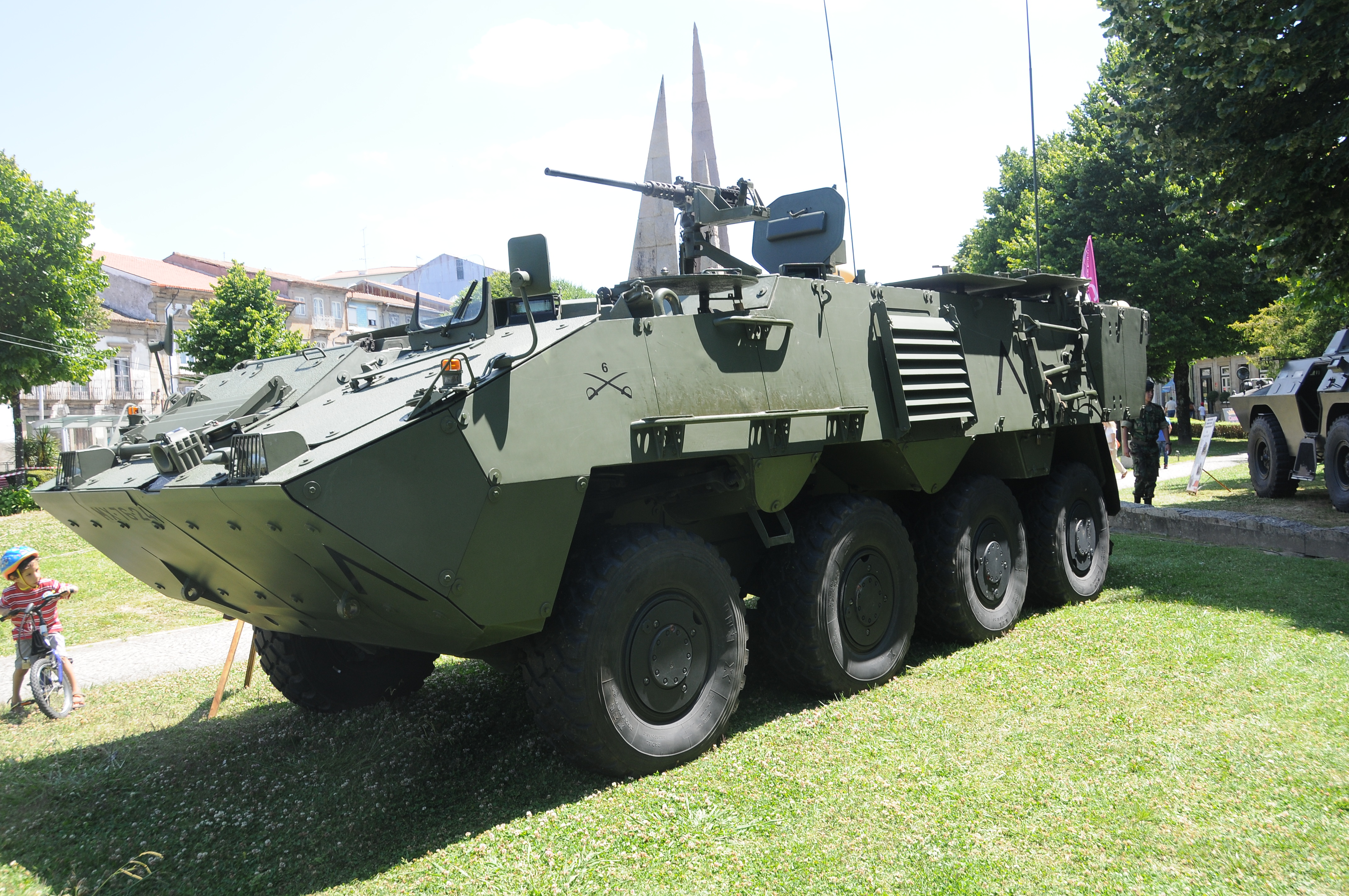
VBR甲車
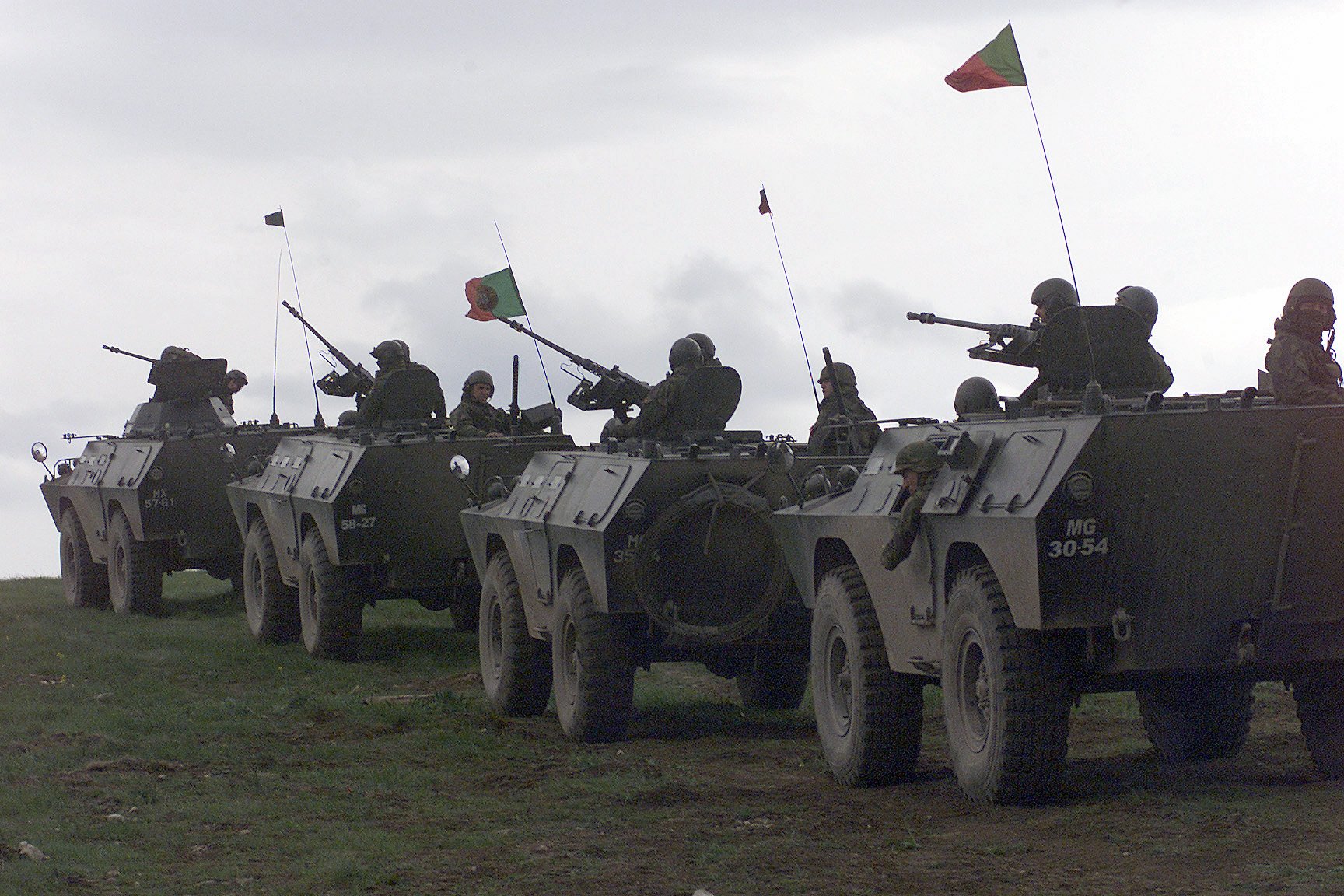
V-200甲車
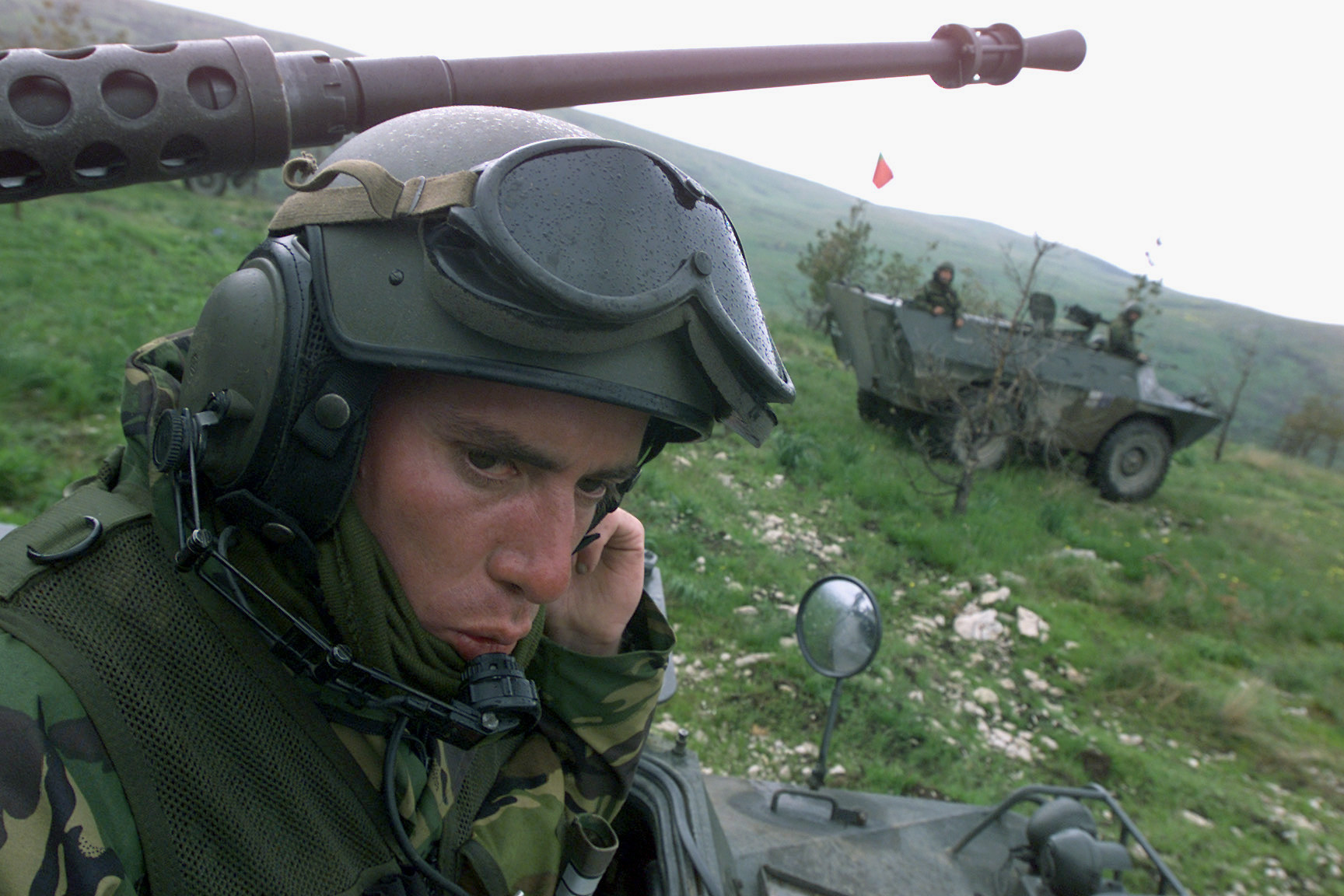
第一陸戰旅
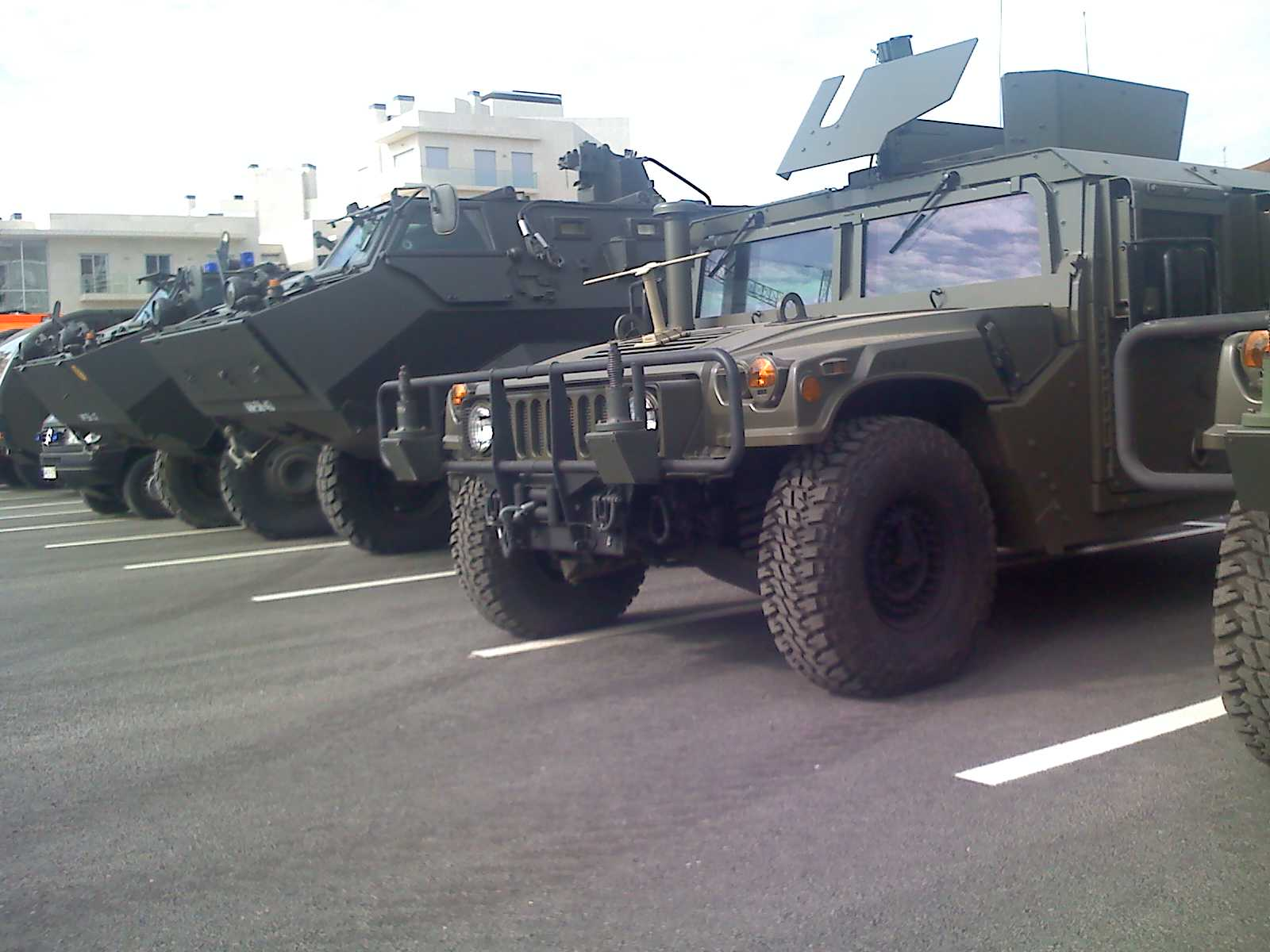
悍馬